# Кочулія-Ноуе
Кочулія-Ноуе (рум. Cociulia Nouă) — село в Леовському районі Молдови. Входить до складу комуни, центром якої є село Беюш.